# Eagle S
Die Eagle S ist ein Rohöltanker, der unter der Flagge der Cookinseln fährt und von der in den Vereinigten Arabischen Emiraten registrierten Gesellschaft „Caravella LLCFZ“ betrieben wird.

## Das Schiff
Das Schiff wurde auf der New Century Shipyard in Jingjiang, China, gebaut. Es wurde am 20. Dezember 2004 auf Kiel gelegt, am 28. August 2005 vom Stapel gelassen und am 16. März 2006 ausgeliefert.

## Technische Daten und Ausstattung
Eagle S ist ein Doppelhüllentanker für Rohöl und Ölprodukte mit einer Tragfähigkeit von 74.035 Tonnen und 12 Ladetanks, die bei 98 % Füllung ein Gesamtvolumen von 81.320 Kubikmetern haben. Das Schiff ist 228,6 m lang, 32,3 m breit und hat eine Verdrängung von 89.381 t, wenn es bis zum maximalen Tiefgang von 14,5 m beladen ist. Das Schiff hat eine Besatzung von 24 Mann.
Die Eagle S wird von einem einzigen langsam laufenden Zweitakt-Kreuzkopf-Dieselmotor, der auf einen Festpropeller wirkt, angetrieben. Der Fünfzylinder-Hauptmotor des Schiffs, MAN-B&W 5S60MC-C, der von Hudong Heavy Machinery in Lizenz hergestellt wird, hat eine Leistung von 11.300 kW (15.364 PS) bei 105/min. Dieses Antriebssystem verleiht der Eagle S eine Höchstgeschwindigkeit von 14,5 Knoten. Bei einer Dienstgeschwindigkeit von 12 Knoten verbrennt das Schiff 35 Tonnen Kraftstoff pro Tag. Darüber hinaus verfügt das Schiff über drei 900-Kilowatt-Hilfsdieselgeneratoren zur Stromerzeugung.

## Geschichte

### Kollision 2012
Am 2. Mai 2012 kollidierte die Eagle S, damals als FR8 Pride, betrieben von der in Singapur ansässigen Firma FR8, im Aransas Pass (Verbindung zwischen dem Golf von Mexiko und der Aransas Bay, Texas) mit dem schwimmenden Bohrgerät Rowan EXL I, nachdem der Motor des Tankers ausgefallen war. Das NTSB schätzte den daraus resultierenden Schaden auf 16–17 Millionen US-Dollar.

### Ölpest 2014
Am 25. September 2014 zerstörte der Tanker, der inzwischen LR Mimosa hieß und von der Panamax International Shipping Corporation gechartert wurde, die Verbindung zu einem Monobojen-Terminal in der Bucht von Quintero vor Chile, was zu einer Ölverschmutzung führte. Nach Schätzungen liefen etwa 39 Tonnen Rohöl in die Bucht von Quintero.

### Spionage 2024
Die nautische Fachzeitschrift Lloyd’s List zitiert einen anonymen Hinweisgeber aus der Schifffahrtsindustrie. Dieser sei beruflich mit der Wartung der Eagle S beschäftigt gewesen und habe im Sommer 2024 Dokumente übergeben, die auf Ausrüstung zur Fernmeldeaufklärung an Bord hinweisen. Deren hoher Strombedarf hätte die Generatoren des Schiffes überlastet. Auch von weiteren auffälligen Gegenständen an Bord und von der Entsorgung solcher Gegenstände ins Meer während einer früheren Passage des Ärmelkanals ist die Rede. Der Hinweisgeber habe außerdem über nicht-seemännisches Personal an Bord berichtet. Ende Dezember 2024 – im Zusammenhang mit dem Estlink-2-Vorfall – fand die finnische Polizei keine solche Ausrüstung.

### Beschädigung von Seekabeln 2024

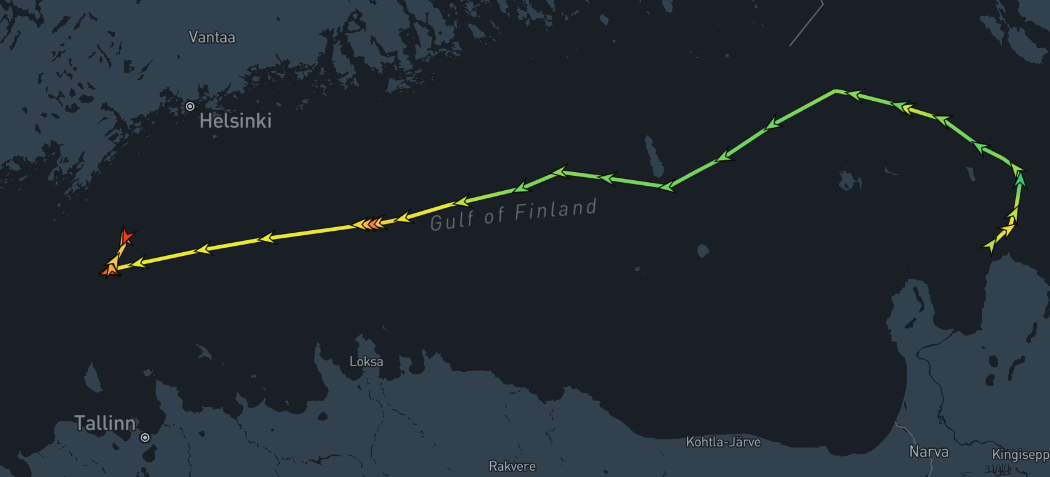
Route der Eagle S am Tag der Beschädigung

Am 25. Dezember 2024 überquerte der Tanker als Eagle S das Unterseekabel Estlink 2 im Finnischen Meerbusen. Zur gleichen Zeit meldete das Unternehmen Fingrid einen Stromausfall auf dem Kabel. Die finnische Küstenwache brachte das Schiff – dem der Backbordanker fehlte – daraufhin auf, geleitete es in finnische Küstengewässer und ging an Bord. Am 28. Dezember 2024 verlegte die finnische Polizei das Schiff aus dem Golf von Finnland in die Bucht Svartbäckfjärden nahe dem Hafen Sköldvik, um auf Reede liegend der Polizeiabteilung im Innenministerium (finnisch Keskusrikospoliisi, KRP) die weitere Ermittlung zu erleichtern.
Die Besatzung zählt 24 Personen aus Georgien und Indien. Gegen acht von ihnen wird wegen Straftaten ermittelt. Die Strafermittlungen betreffen schwere Sabotage. Im Zuge der Ermittlungen wurde entlang des zuvor gefahrenen Kurses des Tankers eine Schleifspur auf dem Meeresboden entdeckt, die von einem über den Boden gezogenen Anker herrühren könnte. Anfang Januar wurde auch der abgerissene Anker am Ende der Schleifspur auf dem Meeresboden gefunden und geborgen.
Als die Ermittler das Schiffsregister einsahen, stellten sie fest, dass die letzte gültige Versicherung des Schiffes bei der russischen Gesellschaft Ingosstrakh im August 2024 abgelaufen war. Zum Zeitpunkt des Ereignisses war das Schiff also nicht versichert.
Bei einer Hafenstaatkontrolle an Bord des in Finnland festgehaltenen Tankers, bei der unter anderem dessen technischer Zustand kontrolliert wurde, wurden 32 Mängel festgestellt, teilte die finnische Verkehrs- und Kommunikationsbehörde Traficom mit. Schwere Mängel fanden die Prüfer hinsichtlich des Brandschutzes, der Navigationsausrüstung und der Belüftung eines Pumpenraumes. Die Behebung dieser Probleme sei eine Voraussetzung, dass die Eagle S wieder in Betrieb genommen werden darf.
Am 2. März 2025 wurde bekannt, dass die finnischen Behörden die Eagle S nun wieder freigegeben haben. Die technischen Untersuchungen an dem Schiff seien abgeschlossen, teilte die finnische Polizei mit. Von den acht Besatzungsmitgliedern dürfen fünf aus Finnland ausreisen, drei müssen in Finnland bleiben.

### Schattenflotte
Die Europäische Union geht davon aus, dass die Eagle S Teil der so genannten Schattenflotte ist, mit der Russland das seit dem 5. Dezember 2022 gültige Öl-Embargo sowie den ab dem 5. Februar 2023 geltenden Preisdeckel für Ölprodukte russischen Ursprungs umgeht.